# Xyridaceae
Xyridaceae је фамилија монокотиледоних скривеносеменица из реда Poales. Статус фамилије постоји у већини класификационих схема монокотиледоних биљака. Обухвата 5 родова са 260 врста
, распрострањених у тропским и (топлим) умереним пределима Земље.

## Класификација фамилије
Фамилија Xyridaceae дели се у две потфамилије. Номинотипска потфамилија обухвата само један род.
потфамилија 

потфамилија 